# هارون داغت
هارون داغت (بالإنجليزية: Aaron S. Daggett)‏ هو ضابط أمريكي، ولد في 14 يونيو 1837 في غريني في الولايات المتحدة، وتوفي في 14 مايو 1938 في West Roxbury ‏ في الولايات المتحدة.